# Jolo (West Virginia)
Jolo (IPA: ʤoʊloʊ) ist ein Dorf im Südwesten des US-Bundesstaats West Virginia.

## Etymologie
Jolos Name wird von seinem ersten Postmeister, John Crockett Lowe, abgeleitet. Die Post von Jolo war ein Nebenposten von Bradshaw, 3,2 km entfernt. Da die Post in Jolo keinen eigenen Namen hatte, kam es sehr häufig zu Verwechslungen. Deshalb entschied der United States Postal Service, dass die Poststation seinen eigenen Namen brauchte, und fragte Lowe nach einem Namen. Während er nachdachte, sah er seinem Sohn Joe und seinem Freund, Bogle Day, beim Spielen im Garten zu. John schrieb den Namen Joes und den Days auf ein Papier und verkürzte sie zu „Jolo“ und „Boda“. Die Post wählte von den beiden Vorschlägen Jolo aus. Die Poststelle existiert immer noch.

## Geografie
Der County Seat Welch liegt etwa 23 km nordöstlich von Jolo, Charleston rund 115 km nördlich. Es liegt nur 7,9 km von der Grenze zu Virginia entfernt.

## Religion
Jolo ist bekannt für die Kirche „Church of the Lord Jesus with Signs Following“ – eine durch das Buch Salvation on Sand Mountain bekanntgewordene Schlangenanfass-Kirche.

## Bildung
Die Kinder aus Jolo werden an der Bradshaw Elementary School, Sandy River Middle School und River View High School unterrichtet. Diese Schulen sind ein Teil des McDowell County School System.